# Solférino
Solférino là một xã, thuộc tỉnh Landes trong vùng Nouvelle-Aquitaine. Xã này có diện tích 97,83 km², dân số năm 2006 là 350 người. Xã này nằm ở khu vực có độ cao trung bình 83 mét trên mực nước biển.

## Biến động dân số
| 1962                                         | 1968 | 1975 | 1982 | 1990 | 1999 | 2006 |
| -------------------------------------------- | ---- | ---- | ---- | ---- | ---- | ---- |
| 418                                          | 447  | 486  | 414  | 403  | 348  | 350  |
| Số liệu từ năm 1962, dân số không tính trùng |      |      |      |      |      |      |